# Dolívka
Dolívka je osada, část obce Předhradí v okrese Chrudim. Nachází se asi 2 km na jihozápad od Předhradí. V roce 2009 zde bylo evidováno 6 adres. V roce 2001 zde trvale žili tři obyvatelé.
Dolívka leží v katastrálním území Předhradí u Skutče o výměře 8,33 km2.

## Galerie

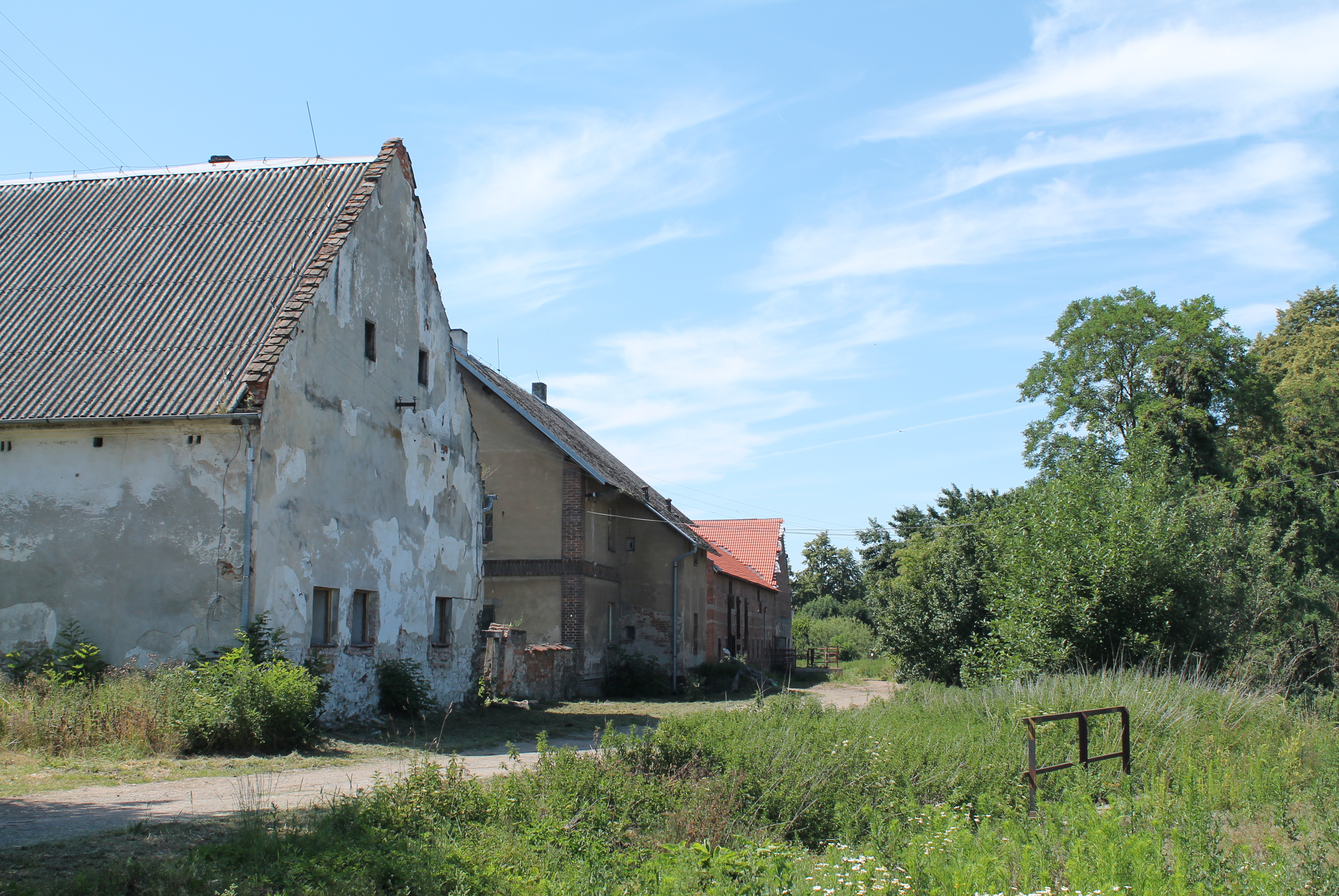
Zemědělský dvůr
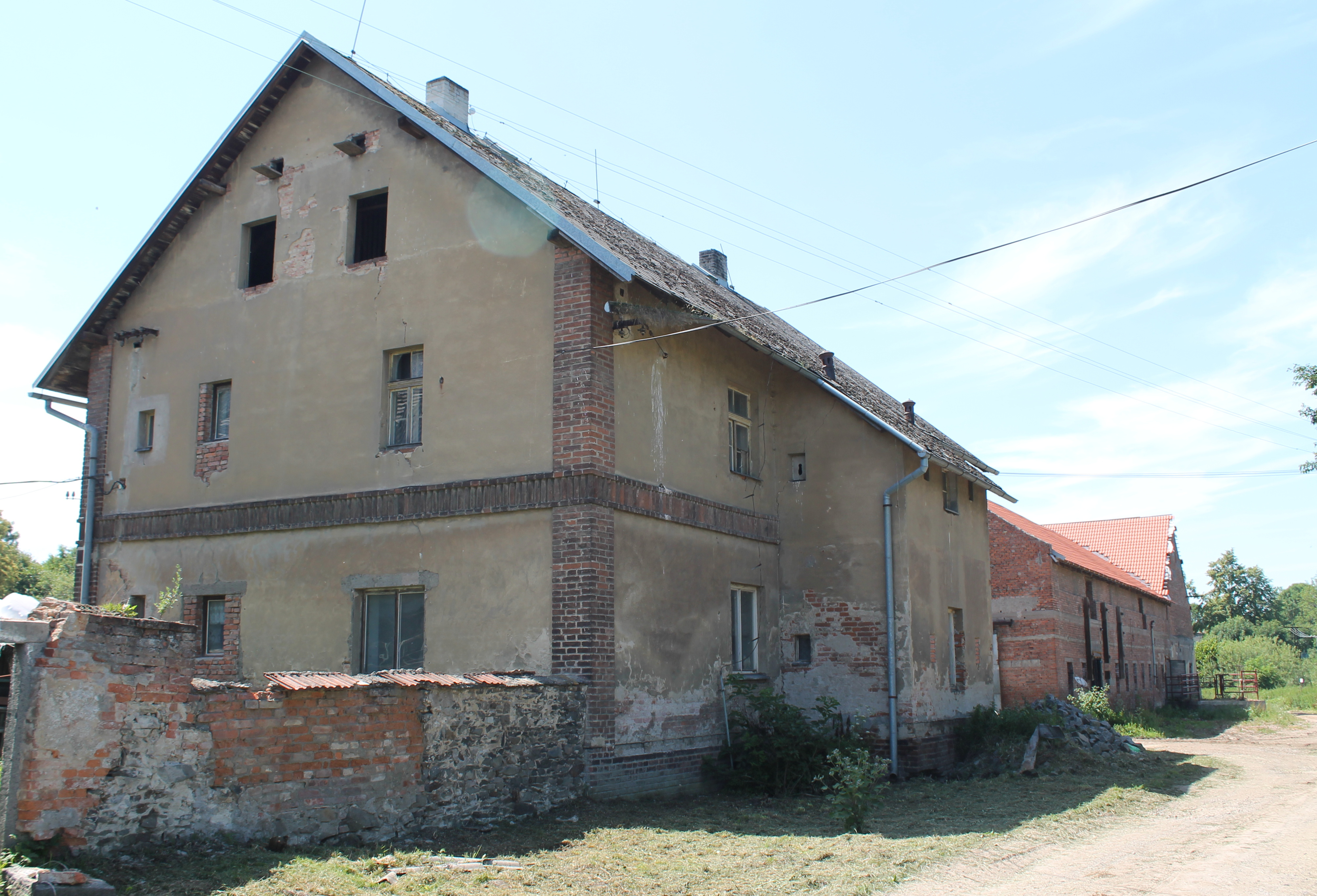
Obytná budova dvora
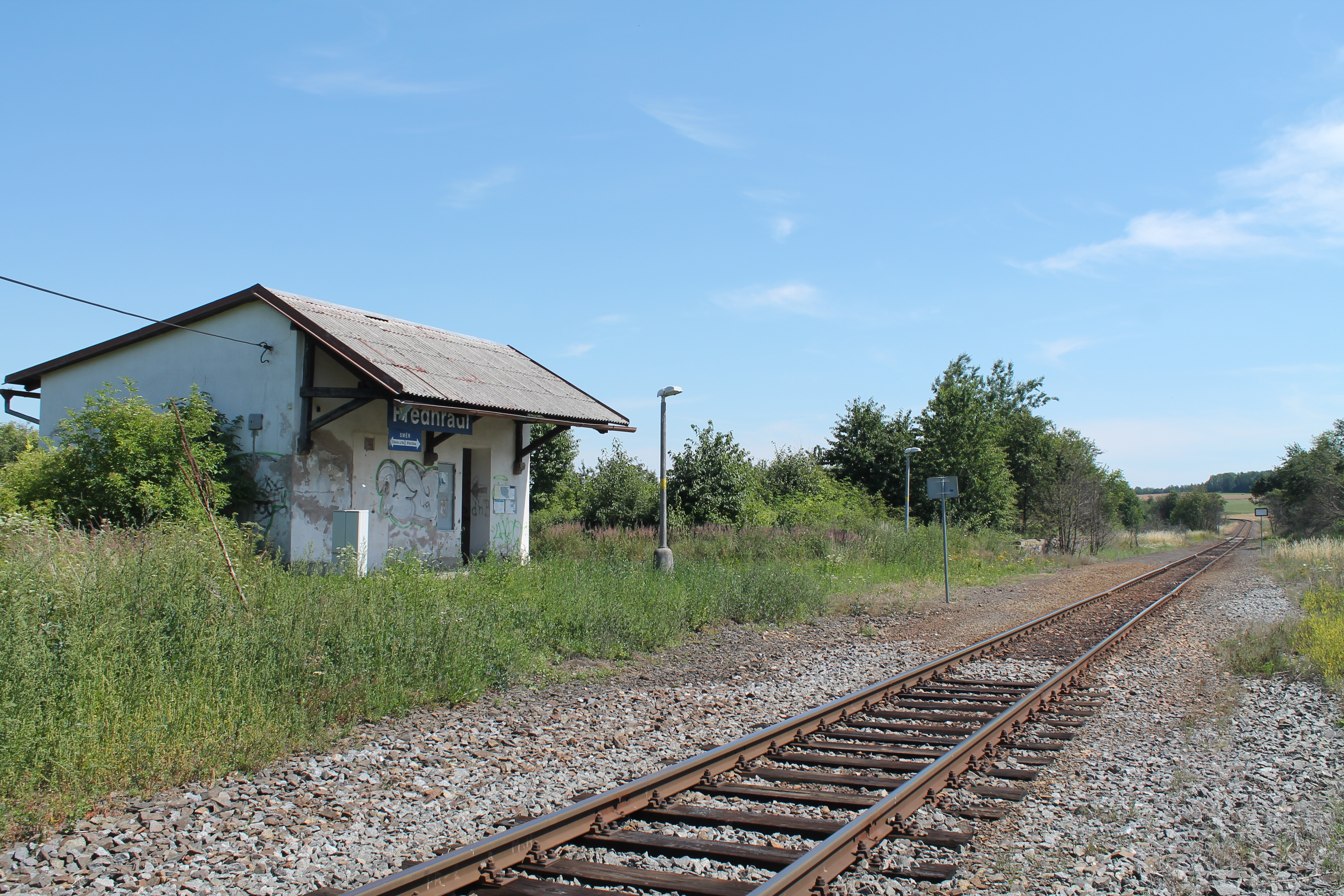
Železniční zastávka Předhradí
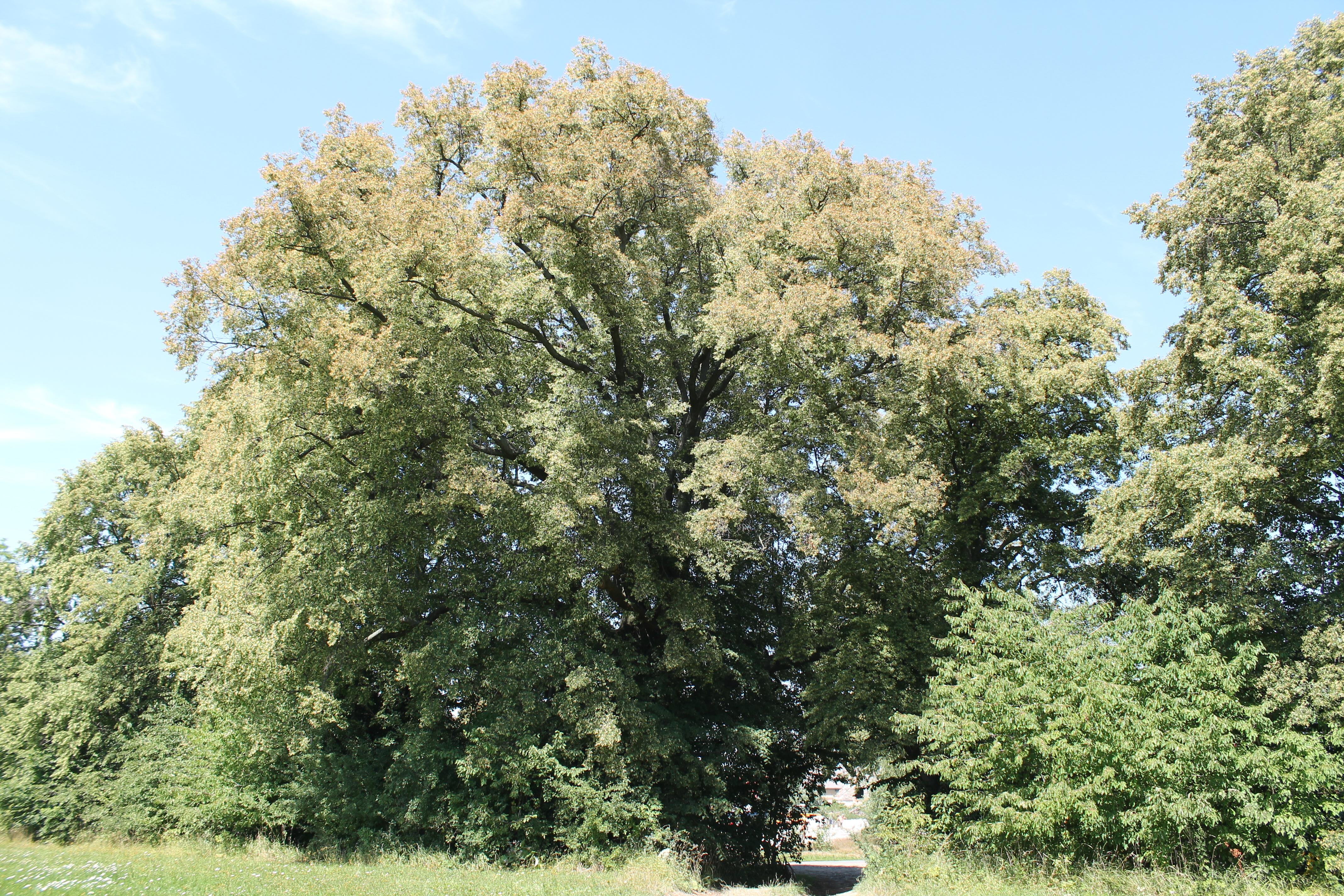
Památná lípa malolistá